# Distretto di Tomaszów Lubelski
Il distretto di Tomaszów Lubelski (in polacco powiat tomaszowski) è un distretto polacco appartenente al voivodato di Lublino.

## Geografia antropica

### Suddivisioni amministrative
Il distretto comprende 13 comuni.
- Comuni urbani: Tomaszów Lubelski
- Comuni urbano-rurali: Tyszowce
- Comuni rurali: Bełżec, Jarczów, Krynice, Lubycza Królewska, Łaszczów, Rachanie, Susiec, Tarnawatka, Telatyn, Tomaszów Lubelski, Ulhówek

## Storia
A circa due chilometri dalla stazione ferroviaria di Bełżec, durante la seconda guerra mondiale, era attivo il Campo di sterminio di Bełżec.

## Geografia
Il distretto di Tomaszów Lubelski dista a circa 123 km da Lublino, capoluogo del voivodato di Lublino.